# Zinfandel
Le zinfandel est un cépage noir représentant près de 10 % de l'encépagement du vignoble de Californie. Des analyses génétiques ont révélé qu'il est proche du cépage crljenak kaštelanski cultivé depuis des millénaires sur la côte croate et du primitivo cultivé dans la région italienne des Pouilles.

## Origine
En 1993, l'équipe du professeur Carole Meredith de l'université de Californie à Davis utilisa une technique d'analyse génétique et confirma que le primitivo et le zinfandel sont des clones de la même variété de cépage. Des tests comparatifs ont conclu par la suite que les sélections de greffes de primitivo avaient généralement un rendement supérieur à celles de zinfandel, arrivant plus tôt à maturité, ayant un rendement égal ou supérieur et une susceptibilité moindre à la pourriture brune,. Ces conclusions sont compatibles avec la théorie selon laquelle le primitivo est le résultat d'une sélection de clones croates choisis pour leur maturité précoce.

## Répartition

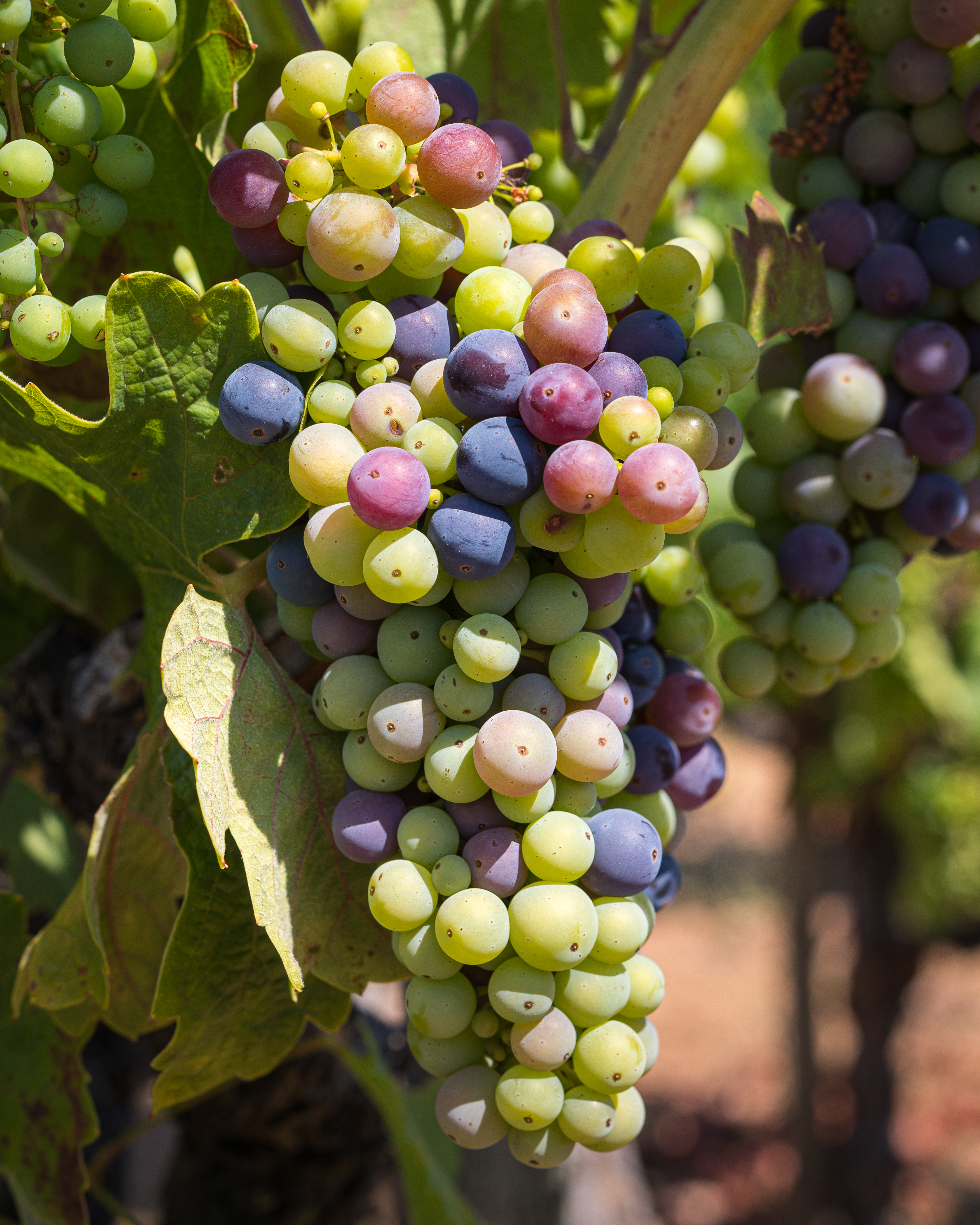
Véraison d'une grappe de raisin Zinfandel dans la Dry Creek Valley en Californie.

Le zinfandel est souvent associé à la viticulture californienne en raison de sa popularité dans cet État américain. Jusqu'en 1998, le zinfandel était le cépage noir le plus planté en Californie, avant d'être supplanté par le cabernet sauvignon. Il représente toujours plus de 10 % du vignoble californien.
À l'origine cultivé aux États-Unis pour être vendu en tant que raisin de table, le zinfandel est désormais uniquement cultivé pour la production de vin.
Les fruits des vignobles de zinfandel cultivés dans la Vallée centrale de Californie sont pour la plupart destinés à la production de rosés mi-doux désignés white zinfandels, un style élaboré par accident par le producteur Sutter Home au milieu des années 1970, bon marché et représentant environ six fois les ventes de zinfandel rouge. La région viticole de Lodi, dont le climat est tempéré par l'air océanique provenant de la baie de San Francisco, est cependant réputée pour ses vins de zinfandel rouges, dont certains pieds sont centenaires.
Le cépage tolère bien la chaleur — d'où l'importance du vignoble dans les comtés de San Joaquin, Fresno ou Madera, où les températures estivales dépassent souvent 40 °C pendant la journée, sans être tempérées par des nuits fraîches. Dans les régions aux températures moins chaudes mais surtout aux nuits plus fraiches comme les comtés de Napa ou Mendocino, et a fortiori les comtés de Sonoma et San Luis Obispo, le zinfandel permet la production de vins rouges au taux d'alcool toujours relativement élevé dû à son niveau de sucre généreux, mais plus charpentés. Au cours des décennies, et notamment à la fin des années 1990 et au début des années 2000, les vins rouges de zinfandel ont connu aux États-Unis une popularité inégalée, et certains vins « cultes », produits en quantités limitées, ont atteint des prix jusqu'ici réservés aux grands crus bordelais.
Le bouquet et le goût du vin rouge de zinfandel, comme pour les autres cépages, varie selon la maturité des grappes utilisées, des régions où elles ont été cultivées et des techniques d'élevage. Un bouquet et une bouche de fruits rouges dominent souvent dans les vins de régions viticoles plus chaudes comme Napa Valley, tandis que des arômes de mûres, anis ou poivre noir sont plus courants parmi les vins réalisés dans des zones plus fraîches comme le comté de Sonoma.
| Comté           | Superficie (hectares) |
| --------------- | --------------------- |
| San Joaquin     | 8 195                 |
| Sonoma          | 2 091                 |
| Madera          | 1 500                 |
| Fresno          | 1 190                 |
| San Luis Obispo | 1 119                 |
| Mendocino       | 838                   |
| Amador          | 763                   |
| Napa            | 752                   |
| Kern            | 746                   |
| Merced          | 666                   |
| Autres          | 3 248                 |

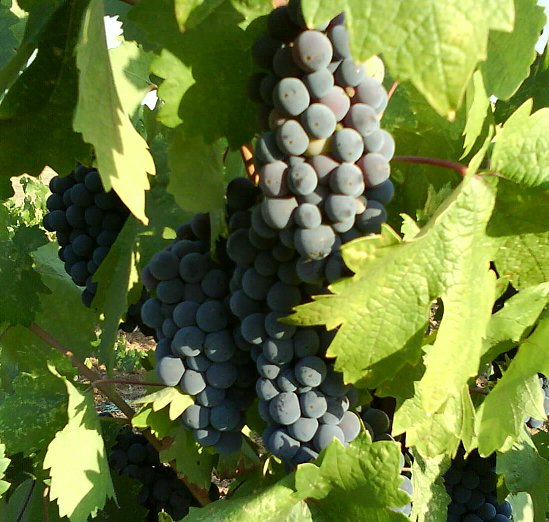
Grappe de Zinfandel.

Le zinfandel est également de plus en plus souvent en Californie utilisé comme cépage de base dans des assemblages faisant par ailleurs appel à des cépages de tradition bordelaise et/ou de la syrah. Il est aussi parfois, quoi qu’encore rarement, utilisé pour l'élaboration de rosés de saignée.
Les vins rouges de zinfandel se distinguent généralement par une robe très sombre et un bouquet épicé, voire poivré, et une bouche forte en épices et en fruits noirs. Certains de ces vins peuvent être particulièrement doux. Le taux d'alcool dépasse fréquemment 14,5 %. Il est souvent recommandé avec pizza, viandes relevées de sauce piquante ou à la tomate[Par qui ?], et c'est souvent le vin de choix pour le repas traditionnel de Thanksgiving ou pour accompagner une pizza[réf. nécessaire]. Certains recommandent de le servir à 18 °C. Le terme familier de zin désigne chez les Américains les vins rouges de zinfandel.
L'association américaine Zinfandel Advocates & Producers, abrégé ZAP, rassemble de nombreux producteurs et amateurs de vins de zinfandel lors d'un événement annuel, chaque mois de janvier à San Francisco. Un vin est élaboré à chaque millésime dans le cadre de l'association en utilisant les grappes du vignoble Heritage cultivé par l'université de Californie à Davis dans la Napa Valley, rassemblant des clones de pieds de zinfandel historiques provenant de vignobles réputés de l'État.

## Synonymes
En Italie, il se retrouve sous le nom de « primitivo », et en Croatie, sous le nom de « crljenak kaštelanski ».